# Wapen van Jette

Het huidige wapen van Jette

Het wapen van Jette werd in 1813 aan de Brusselse gemeente Jette toegekend. Het werd na de onafhankelijkheid van België in 1841 bevestigd. Het werd op 29 januari 1953 door het huidige wapen vervangen.

## Blazoeneringen
Doordat de gemeente in 1953 het wapen heeft laten vervangen zijn er twee blazoeneringen.

### Oude wapen
De omschrijving van het oude wapen luidt als volgt:
Een blaeuw veld met het gulden beeld van Sint Peter.
Het schild is blauw van kleur met daarop staande de heilige Petrus. Niet beschreven is dat Petrus in zijn rechterhand twee gekruiste sleutels vasthoudt.

### Huidige wapen
De blazoenering van het huidige wapen luidt als volgt:
Van goud met een gekanteelde en tegen-gekanteelde faas van sabel, het schild getopt met een helm van zilver, getralied, omboord en gekroond van goud en van sabel. Helmteken: een antieke vlucht van goud, elke vleugel beladen met een gekanteelde en een tegen-gekanteelde faas van sabel – het schild geplaatst op een degen van de Ridders der Orde van Sint Jacob, rechts gehouden door een dame van vleeskleur gekleed van keel, de linkerhand rustend op het schild en in de rechterhand een hart van vleeskleur houdende, geplaatst op een sluier van azuur bezaaid met sterren van goud en overtopt met een koninklijke kroon van hetzelfde en links gehouden door een eenhoorn van zilver, gehoornd, genageld, gehalsband en met manen van goud.
Het schild is van goud met daarop een zwarte dwarsbalk. De dwarsbalk is aan de boven- en onderzijde voorzien van kantelen. Op het schild staat geen kroon, maar een zilveren helm met gouden tralies en een gouden kroon. Uit de kroon komen twee rechte vleugels. De vleugels zijn net als het schild goud van kleur met daarop een zwarte gekanteelde en tegengekanteelde dwarsbalk.
Het wapen heeft twee schildhouders: heraldisch rechts een dame in een rode jurk met in haar rechterhand een hart. Dit hart ligt op een blauwe sluier waarop gouden sterren afgebeeld zijn. Heraldisch links staat een zilveren eenhoorn met gouden hoorn, hoeven, staart en halsband. Achter het schild, nauwelijks zichtbaar, staat een degen of zwaard van de Orde van Sint-Jacob van het Zwaard, dit zwaard kan gezien worden als een derde schildhouder. De ondergrond waarop alles staat is vrij vorm te geven, naar inzicht van de kunstenaar.

## Geschiedenis
De schepenbank van het graafschap Sint-Pieters-Jette gebruikte een zegel met daarop Maria met Kind tussen een helm en het wapen van François II de Kinschot, de eerste graaf van het graafschap. De helm is vergelijkbaar met de helm op het huidige wapen en wordt vastgehouden door een eenhoorn. Het wapen wordt vastgehouden door de dame zoals bij het huidige wapen, compleet met gekroond hart. Het huidige wapen van Jette is gebaseerd op dit zegel en daarmee op het wapen van de familie Van Kinschot.
In 1783 gebruikte de schepenbank een zegel dat was gebaseerd op het wapen van de familie de Villegas.
In 1795 werd Jette onder de naam van Sint-Pieters-Jette een eigen gemeente. Tijdens het Verenigd Koninkrijk der Nederlanden kreeg de gemeente in 1813 het door de burgemeester aangevraagde wapen dat is gebaseerd op de gemeentenaam: het toont de patroonheilige Sint-Pieter. Dit wapen werd aangevraagd zonder opgaaf van de kleuren, daardoor werd het in rijkskleuren aan de gemeente toegekend.

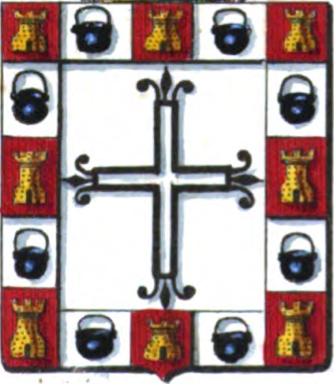
Oude wapen van de Villegas
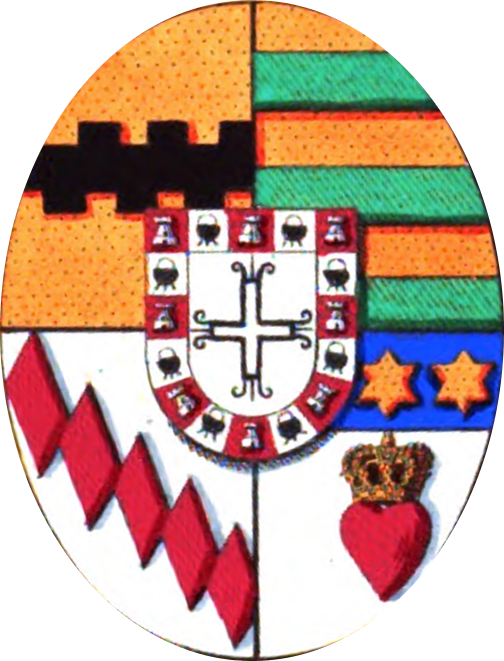
Wapen van de familie de Villegas de Saint-Pierre-Jette
Geslachtswapen Van Kinschot (1848)